# Wahlkreis Kymi
Der Wahlkreis Kymi (zuletzt Wahlkreis 08) war von 1948 bis 2011 einer von 15 (1954 bis 1958 16) finnischen Wahlkreisen für die Wahlen zum finnischen Parlament. Er bestand aus den Landschaften Kymenlaakso und Südkarelien. Nachdem der größte Teil des Territoriums der Wahlkreise Ostviipuri und Westviipuri im Winterkrieg und endgültig nach dem Fortsetzungskrieg verloren gegangen war, wurden die Wahlkreise für die Wahl 1945 in Ost- bzw. Westkymi umbenannt, zur Wahl 1948 wurden sie zum Wahlkreis Kymi zusammengefasst. Bei den Parlamentswahlen stehen jedem Wahlkreis orientiert an der Einwohnerzahl eine bestimmte Anzahl von Mandaten im Parlament zu, dem Wahlkreis Kymi standen 1948 aufgrund der Vorkriegsbevölkerung der ehemaligen Wahlkreise 32 Sitze zu, 1951 bis 1979 15 Sitze, 1983 bis 1987 14 Sitze, 1991 bis 1999 13 Sitze und 2003 bis 2011 12 Sitze. Zur Wahl 2015 wurde der Wahlkreis Kymi mit dem Wahlkreis Südsavo zum Wahlkreis Südostfinnland zusammengelegt.